# Drummondita
Drummondita é um género botânico pertencente à família Rutaceae.